# Aaron's Party (Come Get It)
Aaron's Party (Come Get It) es el segundo álbum de estudio del cantante estadounidense pop Aaron Carter. El álbum fue lanzado en 2000.

## Lista de canciones
1. Aaron's Party (Come Get It)
2. I Want Candy
3. Bounce
4. My Internet Girl
5. That's How I Beat Shaq
6. The Clapping Song
7. Iko Iko
8. Real Good Time
9. Tell Me What You Want
10. Girl You Shine
11. Life is a Party (From the Disney Channel movie "The Other Me")

## Sencillos
- I Want Candy
- Aaron's Party (Come Get It)
- That's How I Beat Shaq
- Life is a Party

## Venta del álbum en los Estados Unidos
- Semana 1: 70 000 (70 000)
- Semana 2: 57 000 (127 000)
- Semana 3: 41 000 (168 000)
- Semana 4: 39 000 (207 000)
- Semana 5: 33 000 (240 000)
- Semana 6: 34 000 (274 000)
- Semana 7: 48 000 (322 000)
- Semana 8: 49 000 (369 000)
- Semana 9: 86 000 (455 000)
- Semana 10: 81 000 (536 000)
- Semana 11: 98 000 (634 000)
- Semana 12: 123 000 (757 000)

El álbum se vendió muy bien en Navidad de 2000 y reapareció en el Top 50 en 2001. El álbum fue con mucho, su mayor éxito. El álbum fue certificado 3x platino por RIAA. Ha vendido más de 3 millones de copias hasta la fecha. A pesar de esto, el álbum se convirtió en una decepción internacional, comparado con su álbum homónimo.